# Gare de Nonant-le-Pin
Gare de Nonant-le-Pin vasútállomás Franciaországban, Nonant-le-Pin településen.

## Vasútvonalak
Az állomást az alábbi vasútvonalak érintik:
- Saint-Cyr-Surdon-vasútvonal

## Kapcsolódó állomások
A vasútállomáshoz az alábbi állomások vannak a legközelebb:
- Gare de Surdon